# 자리옮김효소
자리옮김효소(영어: translocase)는 일반적으로 세포막을 가로질러 다른 분자를 이동시키는 것을 돕는 단백질에 대한 일반적인 용어이다. 자리옮김효소는 이온이나 분자를 막을 가로질러 이동시키거나 이온이나 분자의 막 내에서의 분리를 촉매한다. 반응은 이전에 사용된 "인(in)" 및 "아웃(out)"의 지정이 모호할 수 있기 때문에 "사이드 1(side 1)"에서 "사이드 2(side 2)"로의 전환으로 지정된다. 자리옮김효소는 그람양성세균에서 가장 흔한 분비 시스템이다.
자리옮김효소는 또한 리보솜을 통해 운반 RNA(tRNA)와 전령 RNA(mRNA)를 이동시키는 기능 때문에 신장인자 G라고 불리는 단백질의 역사적인 용어이다.

## 같이 보기
- 효소
- 보조 인자